# 蒲岸
蒲岸（1965年9月—），本名吴金峯，男，山东省作家协会会员。
1984年起从事诗歌、散文、短篇小说的创作。
2006年创作第一部长篇悬疑小说《红绫扇》，获得第四届新浪原创文学大奖赛银奖，有幸得到柯云路、毕淑敏、海岩三位评委老师的联袂推荐，并由山花文艺出版社出版发行。
2008年创作完成第二部长篇悬疑小说《梵天之眼》，获得第三届腾讯作家杯文学大奖赛银奖，并由国际文化出版公司出版发行。被誉为中国第一部文化悬疑小说。影视版权已售。
2009年创作完成第三部长篇悬疑小说《梵天之眼2》。影视版权已售。
2010年长篇故事《样式雷密码》在《今古传奇·故事版》发表连载。
2012年，受聘于中天星光影视公司，承担小说《纸刺刀》的改编创作，创作完成36集剧本。
2013年创作完成第四部长篇小说《年画》，由长江文艺出版社出版发行。（影视版权已售。合作方为尚世影业，并由作者本人担任编剧。）
2015年6月入职派乐影视传媒，为蒲岸工作室首席编剧。主持开发《警卫连》、《欲望密码》、《智能女友》等多个原创项目。并独立完成荒诞喜剧电影剧本《人人都爱潘金莲》。
2017年3月从派乐传媒离职，专注于原创影视剧本写作以及小说创作。目前，原创电视剧《响马皮十七》、《赌徒丁海笙》分别完成前故事架构和前三集剧本。原创电影剧本《小裁缝的罗曼史》已全部完稿。
2020年3月受聘于北京领航星际影视传媒有限公司，承担电视剧《漂》（第三部分唐人街）剧本的改编与创作。